# Luke Madill
Luke Madill (ur. 28 maja 1980 w Sydney) – australijski kolarz BMX, brązowy medalista mistrzostw świata.

## Kariera
Największy sukces w karierze Luke Madill osiągnął w 2003 roku, kiedy zdobył brązowy medal w konkurencji cruiser podczas mistrzostw świata w Perth. W zawodach tych wyprzedzili go jedynie Amerykanin Randy Stumpfhauser oraz Czech Michal Prokop. Był to jedyny seniorski medal wywalczony przez Madilla na międzynarodowej imprezie tej rangi. W kategorii juniorów zdobył srebro w cruiserze i brąz w wyścigu klasycznym na mistrzostwach świata w Melbourne w 1998 roku. W 2008 roku Luke Madill wziął udział w igrzyskach olimpijskich w Pekinie, jednak nie awansował do finału.